# Wang Duqing
Pour les articles homonymes, voir Wang (patronyme).
Wang Duqing (chinois 王獨清, EFEO Wang Tou-ts'ing), né en 1898 à Xi'an (province du Shaanxi, en Chine), mort en 1940, est un poète chinois.
Wang Duqing séjourne en France et fait partie du groupe Création durant les années 1920. Il expédie à Guo Moruo depuis la France une traduction manuscrite du poème Croissant de Tagore. Profondément remaniée, la traduction est publiée par Guo et donnera son nom au groupe littéraire Croissant (en). Durant son séjour en France, il fréquente les milieux intellectuels et semble avoir connu Anatole France et Pierre Loti. Sa poésie est d'inspiration romantique et symboliste, Wang se réclamant de Jules Laforgue et Paul Verlaine. Son ralliement au réalisme révolutionnaire, avec l'ensemble du groupe Création, après son retour en Chine, lui vaudra les moqueries de Lu Xun. Après 1927 et l'écrasement du soulèvement de Shanghai, Wang Duqing se rapproche du trotskisme.